# Wistanstow
Wistanstow est une paroisse civile et un village du Shropshire, en Angleterre.